# Temple d'Atena Líndia
El Temple d'Atena Líndia era un antic temple grec dedicat a la dea Atena Líndia a la ciutat de Lindos, a l'illa de Rodes, a Grècia. Les ruïnes se'n troben a l'Acròpoli de Lindos, al pujol del castell.

## Història
L'emplaçament del Temple d'Atena Líndia és un antic lloc de culte utilitzat des de la prehistòria. És possible que ja fos un lloc de culte en el període minoic pregrec i en el període micènic posterior. L'origen pregrec també es reflecteix en el nom Líndia, que no és d'origen grec. Líndia era una dea independent, més tard associada a la pangrega Atena. El segon epítet d'Atena en el lloc era Pòlias, la patrona de la ciutat.

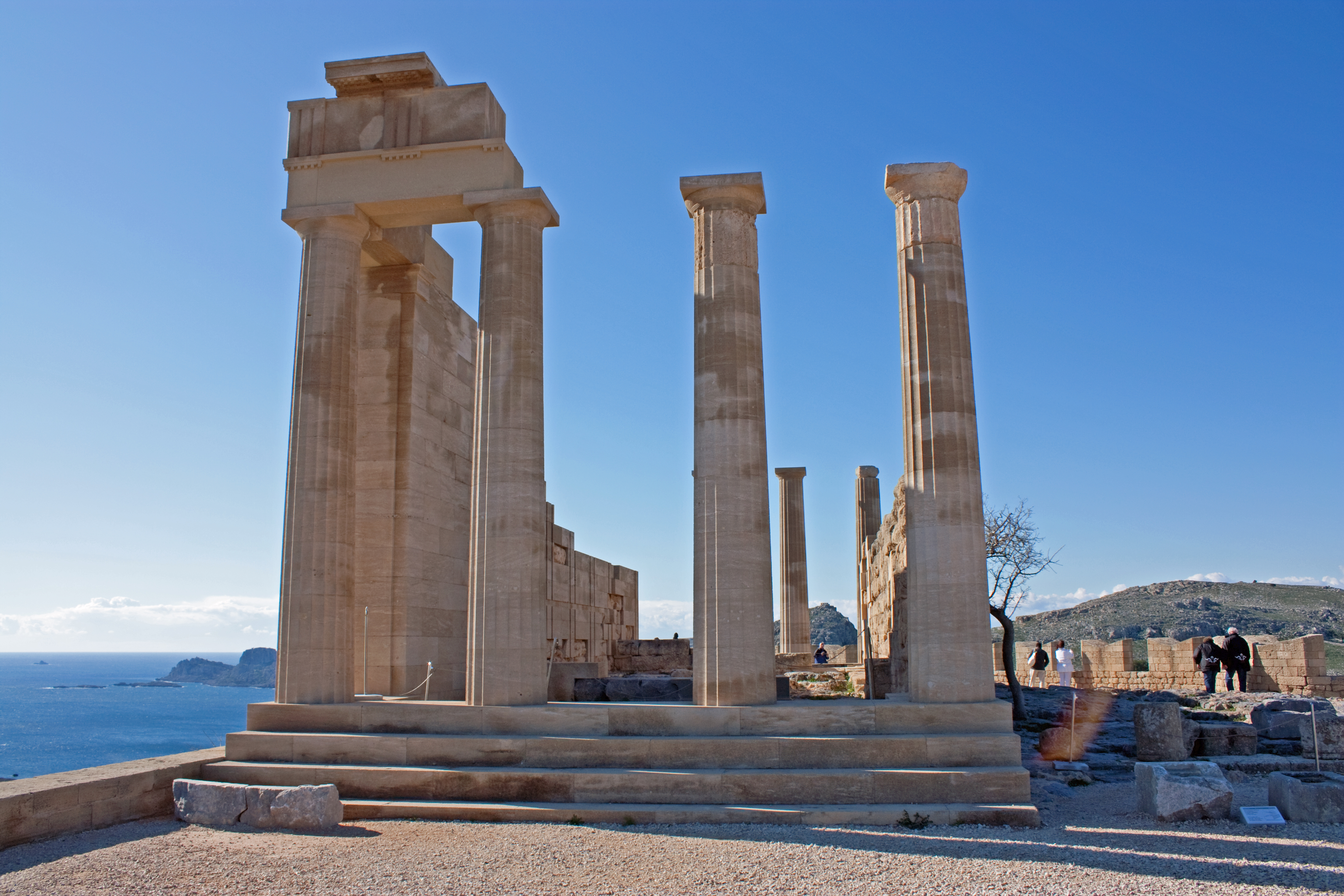
Extrem nord-est del temple

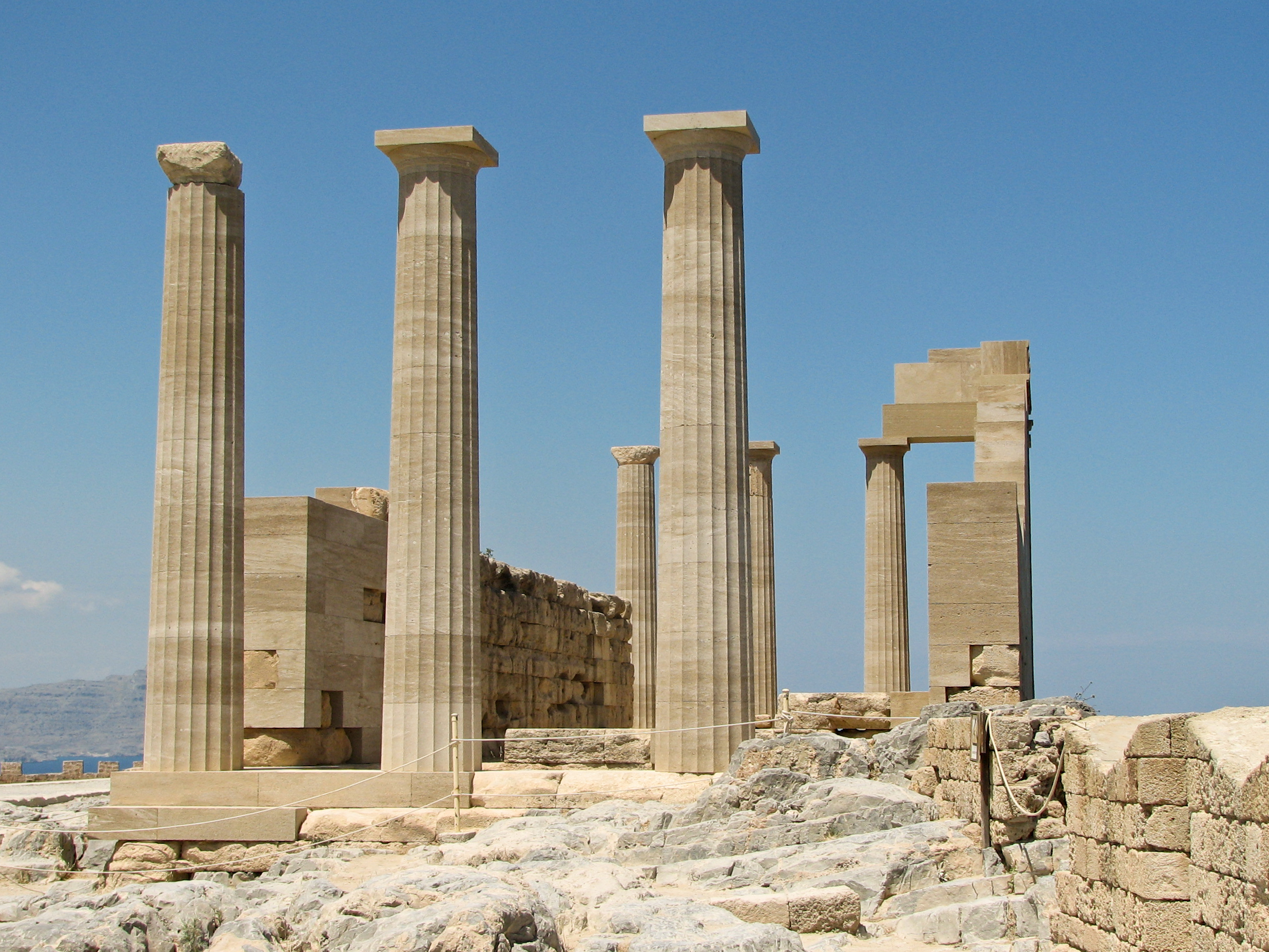
Extrem sud-oest del temple

En la mitologia grega, es diu que el culte d'aquest indret es creà a petició del déu del sol Hèlios. Quan Atena nasqué del cap de Zeus, Hèlios ordenà als seus "fills", els rodis, que construïssen el primer santuari per a Atena. Els rodis així ho van fer, però s'oblidaren de portar-hi foc. Per tant, al santuari es realitzaven sacrificis incruents: no se sacrificaven pas animals, les restes dels quals solien cremar-se en el foc de l'altar, sinó, per exemple, ofrenes a la terra. Si el culte a Atena Líndia en el jaciment era efectivament incruent, la pràctica es desviava de la pràctica general grega. Això pot ser un indici que el culte tenia un origen antic. El mite es coneix per Píndar (Olímpica VII, 35-49). Segons una altra versió del mite, el temple, el va construir Dànau o les seues filles danaides, que visitaren l'illa des de l'Antic Egipte.
El lloc de culte prehistòric originari podria estar en una gran cova al vessant oriental de l'acròpoli, si fa no fa sota el temple posterior. En l'antiguitat, l'acròpoli de dalt fou probablement un santuari a l'aire lliure o algun tipus d'arbreda sagrada, a tot tardar en el període geomètric del 900-700 ae. El temple es va construir en aquest indret en l'època arcaica, en el 500 ae, sota el tirà Cleobul de Lindos.
Era temple més important de tot Rodes en l'Antiguitat. Per açò, Lindos va continuar sent una ciutat important fins i tot després que Rodes s'establís com a centre comú rodi l'any 408 ae. El temple arcaic fou destruït per un incendi a la fi del període clàssic, cap al 350-342 ae. Posteriorment, a principis del període hel·lenístic, a tot estirar cap al 300 ae, es va construir un nou temple, les ruïnes del qual es conserven hui. Més tard, també es van construir un edifici monumental amb propileus i una escalinata que conduïa al temple.
Timàquides va escriure en el segle i abans de la nostra era que, segons els mites associats al lloc, Hèracles hauria regalat al santuari dos escuts i Menelau i Paris un casc. Històricament se sap, per exemple, que Filip V donà al temple un escut i un casc per cada deu enemics derrotats l'any 211 ae. També Alexandre el Gran va fer una gran donació al temple.
En el període bizantí, el temple i la cova de l'acròpoli eren un indret de culte de la Mare de Déu cristiana. En el segle xiii, el temple formà part de les fortificacions construïdes pels cavallers de l'Orde de Sant Joan, juntament amb la resta de l'acròpoli.
Les recerques arqueològiques del temple, les feu la Fundació danesa Carlsberg entre el 1900 i el 1914, inicialment sota la direcció de Karl Frederik Kinch i Christian Blinkenberg, i més tard d'Ejnar Dyggve. Els estudis se'n publicaren a partir del 1931. Del 1910 al 1916 i del 1929 al 1932, el temple fou estudiat i restaurat pels arqueòlegs italians Amedeo Maiuri i Giulio Jacopi.

## Descripció

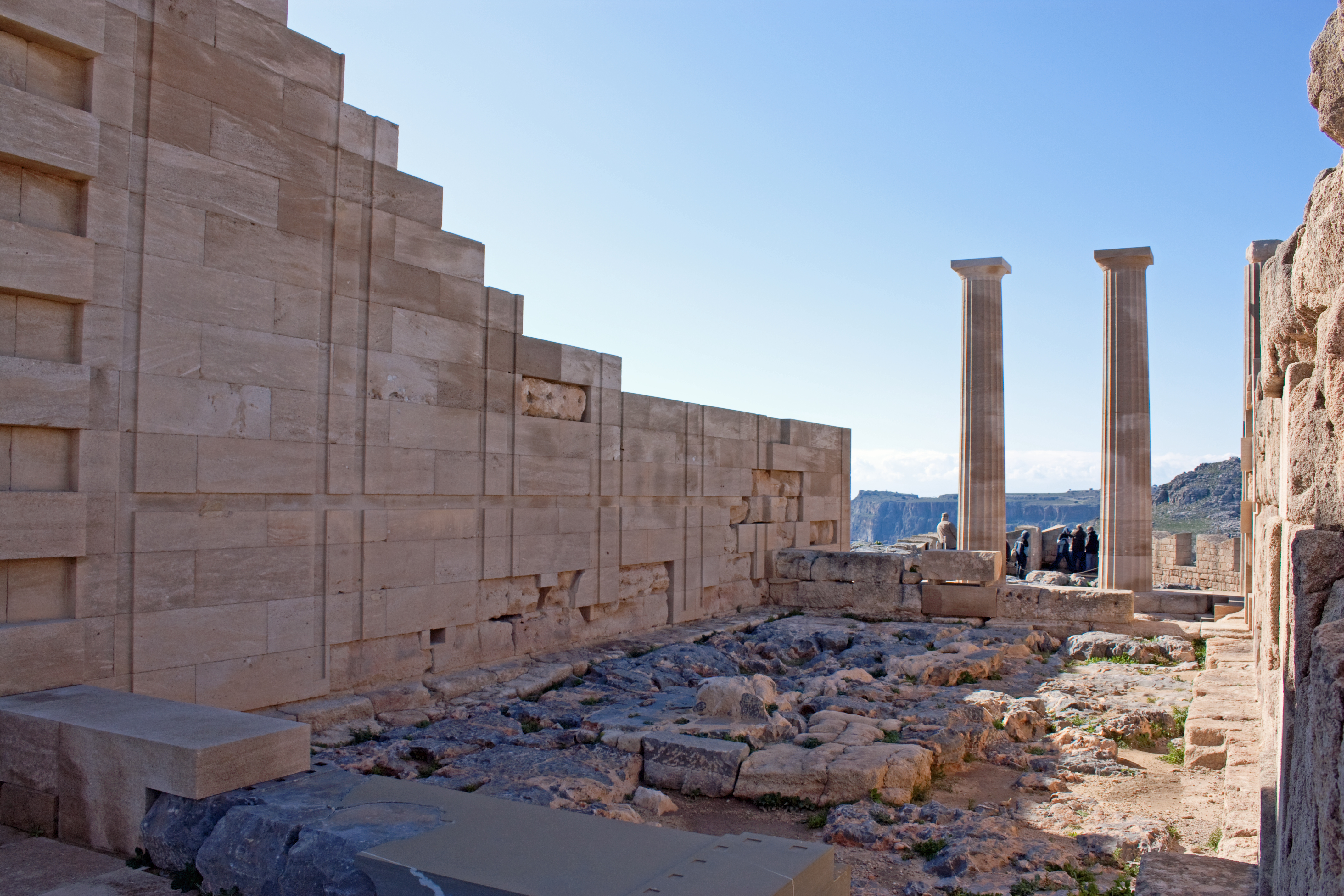
Interior del temple i muralla reconstruïda

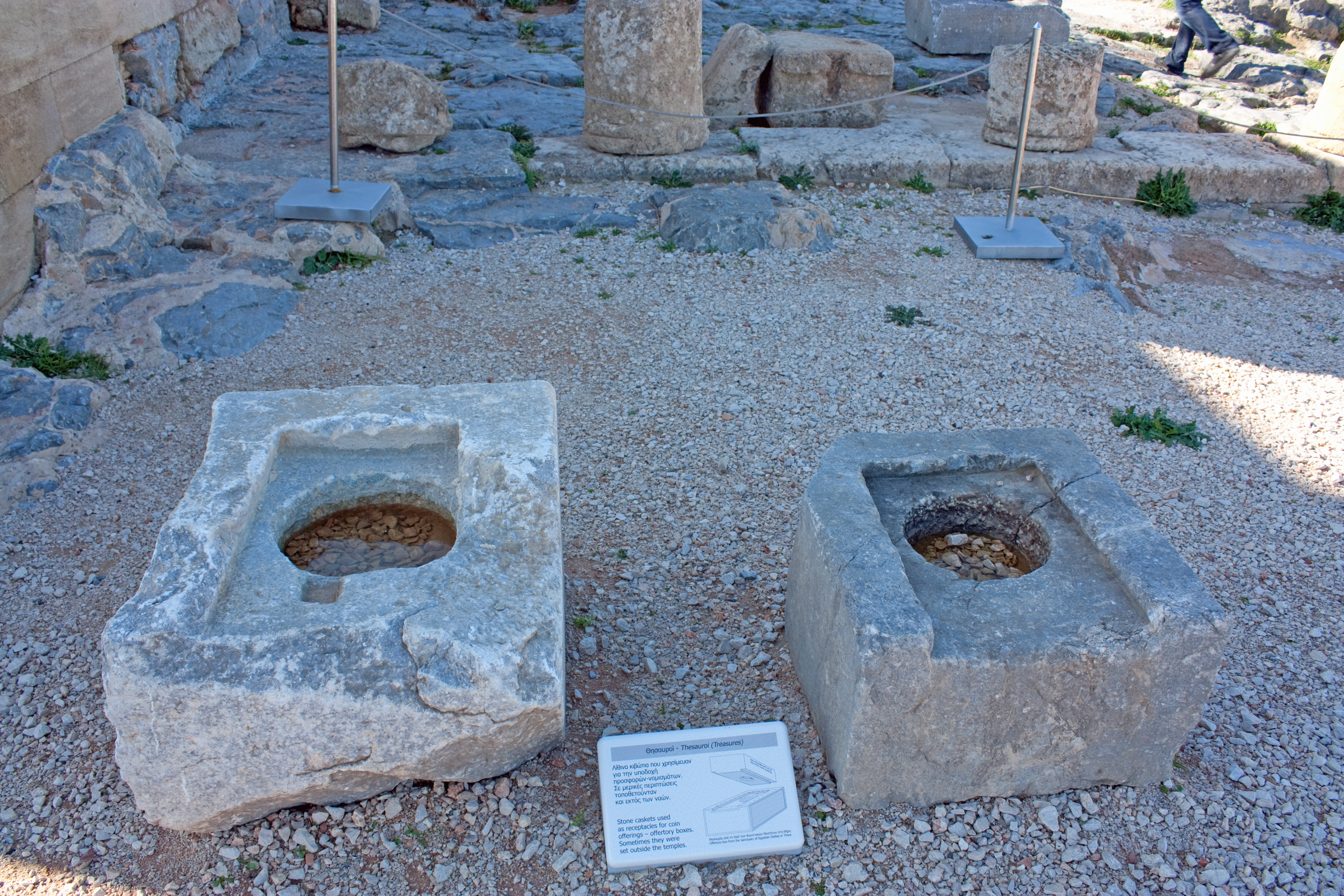
Caixes de pedra thesauroi per a donacions de diners, etc., al temple

És relativament petit en relació amb l'entorn arquitectònic natural i monumental. Fa uns 21,7 m de llargada i 7,8 m d'ample. Està construït en direcció nord-est-sud-oest i orientat cap al nord-est, cap a l'entrada de l'acròpoli i els propileus. El temple era un anfipròstil amb quatre columnes dòriques en cada extrem. L'edifici és de pedra calcària autòctona.
A dins, hi havia una imatge de culte d'Atena. Una imatge de culte anterior podria haver representat Atena asseguda amb un tocat especial decorat amb joies. Una imatge de culte posterior probablement devia representar Atena dempeus amb un escut a la mà. S'assemblava en molts aspectes a l'Atena Pàrtenos esculpida per Fídies per al Partenó, però la dea continuava portant un tocat en lloc del casc més típic. Les imatges de culte devien ser de fusta i vori. No n'han sobreviscut restes, però s'han fet inferències a partir de, entre altres coses, estàtues d'ofrenes de terracota.
L'altar d'Atena era fora del temple, a prop de la cantonada nord-oest. Tot i que se suposa que el culte en aquest lloc era incruent, moltes troballes del tèmenos al voltant del temple, com ara ossos d'animals i figures d'animals, indiquen sacrificis. En el temple i els voltants s'han trobat nombrosos exvots dedicats a Atena, entre ells un gran nombre d'escultures, joies i pedres precioses. Segons l'historiador Gorgon de Rodes, una oda escrita per Píndar en honor del boxador Diàgores de Ialisos hauria estat inscrita en lletres d'or al temple. Tanmateix, els estudis han suggerit que és més probable que la inscripció es trobàs a Ialisos, ciutat natal de Diàgores.
Les ruïnes del temple han estat molt restaurades pels arqueòlegs italians. La major part de la construcció d'ara és de pedra nova. Del temple originari resten sobretot els murs i petites parts de les columnes.